# 째우 봉
째우 봉(라오어: ແຈ່ວບອງ)은 라오스의 고추 페이스트이다. 째우의 하나이며, 카우 니아우(찹쌀밥)나 카이 팬 등을 찍어 먹는다.

## 사진

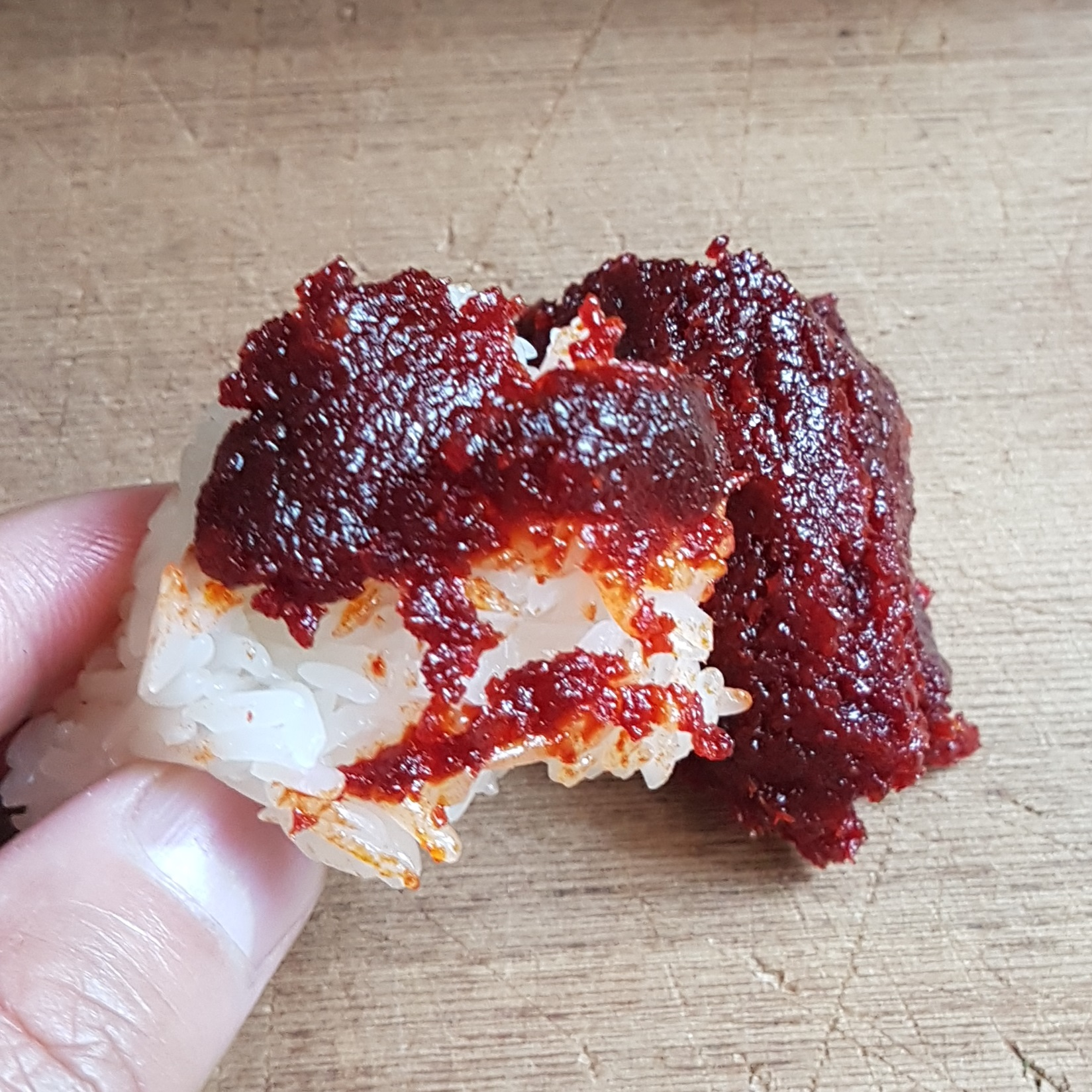
째우 봉을 찍은 카우 니아우(찹쌀밥)
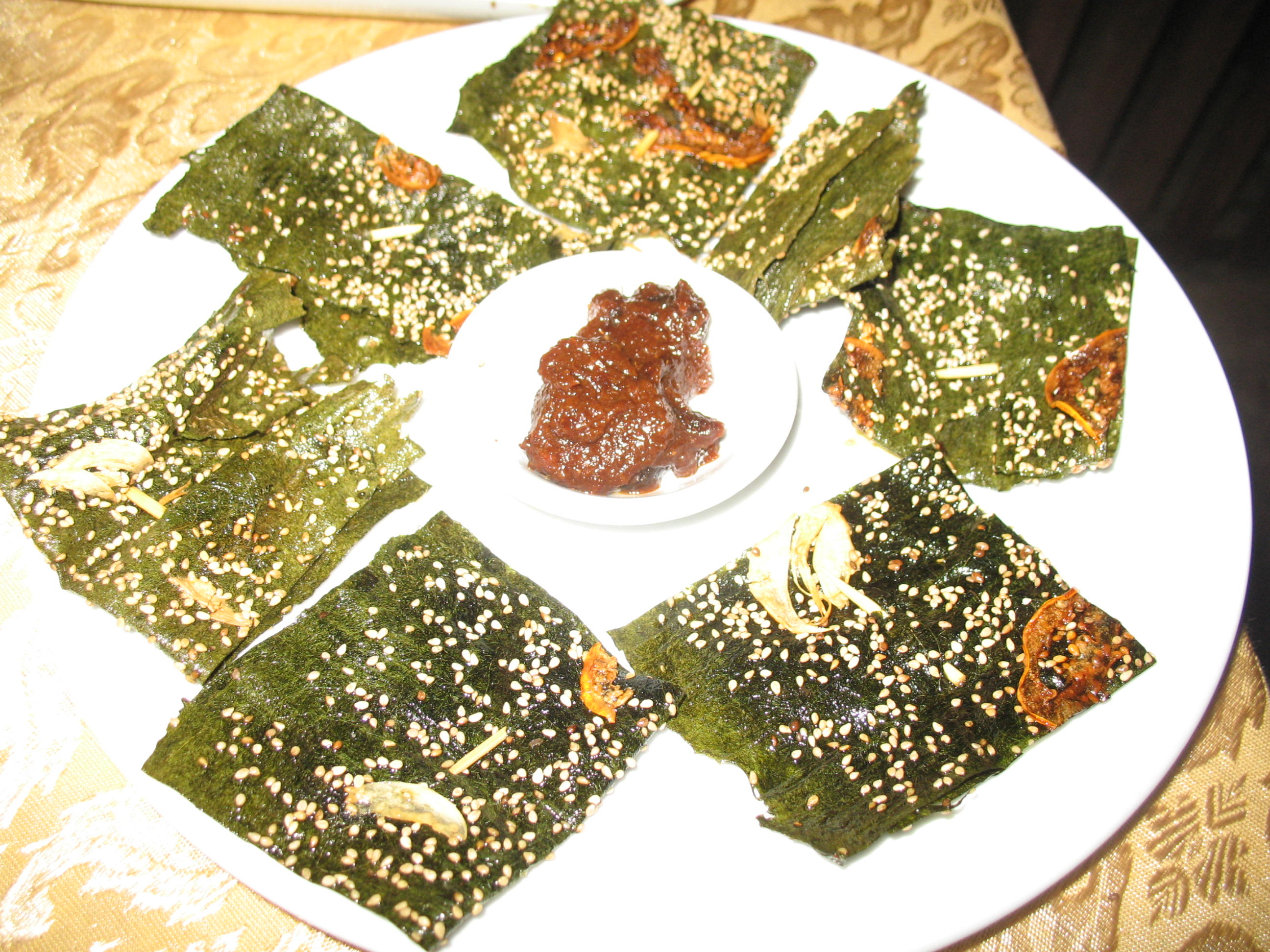
카이 팬과 째우 봉

## 같이 보기
- 고추장
- 남 프릭 파오